# Chamagne
Chamagne är en kommun i departementet Vosges i regionen Grand Est (tidigare regionen Lorraine) i nordöstra Frankrike. Kommunen ligger i kantonen Charmes som tillhör arrondissementet Épinal. År 2022 hade Chamagne 442 invånare.

## Befolkningsutveckling
Antalet invånare i kommunen Chamagne
| Referens: INSEE |